# 黒武者
『黒武者』（くろむしゃ、原題：THE IMMORTAL）は、カナダのテレビ映画。

## キャスト
※（）は日本語吹き替え
- レイフ - ロレンツォ・ラマス（山路和弘）
- マロス - ドミニク・キーティング（田中正彦）
- サラ - エイプリル・テレク（石塚理恵）
- グッドウィン - スティーヴ・ブラウン（猪野学）
- ヴァシスタ - キーラ・クラヴェル（唐沢潤）
- ロバート・イトー
- スティーブ・バーン